# Högaborg
Högaborg är en stadsdel belägen på landborgen i södra Helsingborg, öster om stadsdelen Söder. Den 31 december 2020 hade statistikområdet Högaborg 4 558 invånare.

## Stadsbild
Tranemansgatan utgör den statistiska gränsen till stadsdelen Eneborg i norr. I väster avgränsas stadsdelen av Gustav Adolfs gata och i sydväst av Malmöleden, i bägge fallen mot stadsdelen Söder. I söder avgränsas Högaborg av Fältarpsvägen mot Närlunda. I öster avgränsas Högaborg av Viskanstråket mot stadsdelarna Wilson Park respektive Fältabacken.
Stadsdelen är belägen i utkanten av Helsingborgs stadskärna, strax sydost om stadsdelen Söder. I dess västra del löper abrasionsbranten landborgen, som dock är mer flack längs denna sträckning. Den ger ändå denna del av stadsdelen en kraftig lutning. Landborgens topografi gör att stadsdelen höjer sig över bebyggelsen nedanför, vilket öppnar upp för utsikter mot Öresund. Genom stadsdelen löper Södra Stenbocksgatan som huvudgata, vilken också är en av de mest trafikerade vägarna i Helsingborg. Noterbara gator är även Gasverksgatan som sträcker sig diagonalt genom stadsdelen, samt Gasverksgatans fortsättning Fältarpsvägen. 

### Bebyggelse
Bebyggelsen i stadsdelen består till största delen av flerbostadshus från början av 1900-talet och framåt, men man kan även finna en del villa- och radhusområden. Fasaderna är antingen av blottat tegel eller putsat sådant. I stadsdelens västra delar dominerar 1920-talsklassicism, främst i kvarteren Sanden, Leran, Myran, Gräshoppan och Tvestjärten. De klassicistiska byggnaderna är till största delen utförda i brunt helsingborgstegel, men i kvarteren finns även inslag av hus i byggmästarfunkis, samt senare ifyllnadsbyggen av senare datum, särskilt ut mot Södra Stenbocksgatan. Strax söder om kvarteret Sanden ligger ett villakvarter, kvarteret Gruset, insprängt bland flerbostadshusen. Väster om detta, ut mot Gustav Adolfs gata, ligger ett område med flerbostadshus från 1980-talet, vars utformning är friare och inte lika bunden av gatulinjen som de äldre husen. I stadsdelen västligaste del, strax på kanten av landborgsbranten, står den högresta Gustav Adolfs skola, som genom sin placering utgör ett dominerande inslag i stadsbilden. En annan byggnad med prominent placering är Hotell Horisont, beläget vid rondellen där Malmöleden och Södra Stenbocksgatan möts, alltså vid Helsingborgs södra infart.
Delen öster om Södra Stenbocksgatan utgörs av ett område med långsmala kvarter med gator i nord-sydlig riktning kring Övre Nytorgsgatan och Furutorpsgatan. Bebyggelsen är här mer varierad mellan klassicistiska, funktionalistiska och senmodernistiska flerbostadshus. Längst i öster och i söder blir arkitekturen allt mer inspirerade av funktionalistiska stadsplaneideal med fristående lamellhus, även om de dock endast får uttryck genom öppna kvartersdelar mot Varbergsgatan. Längs den södra sidan av samma gata och ut mot Furutorpsgatan ligger Sigurd Lewerentz och Torsten Stubelius avskalade flerbostadshus i mörkt helsingborgstegel. I kvarteret Alma innanför ligger ett egnahemsvillaområde i liknande stil med samma upphovsmän. I sydost ligger två villakvarter med ett mer varierat och konventionellt utseende.

### Grönområden och öppna platser
Högaborg har väldigt få grönområden inom själva bebyggelsen, det enda egentliga området är grönytan mellan Hotell Horistont och Södra Stenbocksgatan. Stadsdelen omges däremot av ett flertal parker. I stadsdelens västra utkant, strax väster om Gustav Adolfs gata, ligger två mindre sådana: Furutorpsplatsen i norr och Sturzen-Beckers park i söder ut mot Malmöleden. Längs hela den östra delen av Högaborg löper också Viskängsstråket, som består av ett flertal sammanbundna mindre parker, där den största är Viskängen, vilken erbjuder stora gräsytor med plats för rekreation, till exempel genom fotbollsplaner. Söder om denna, på Källängen, finns även minigolfbanor. En liten öppen plats kan hittas sydväst om korsningen mellan Södra Stenbocksgatan och Furutorpsgatan. Denna har dock inget namn och består till största delen av parkering.

## Historia
Stadsdelens område låg under medeltiden i utkanten av stadens marker och utgjordes till största delen av odlingsmark, ägd av danska kungen som så kallad "kungalev". Däremot hade Helsingborgs stad nyttjanderätt till marken, som brukade åkermarken, medan den obrukbara jorden användes som fäladsmark. Staden fick genom donation från kronan äganderätt till marken och hur markerna användes framgår från en fäladskarta från 1782. De norra delarna utgjordes av den så kallade Östra fäladsmarken, medan de södra delarna bestod av odlingsmark i form av Södre vång. Denna var i sin tur indelad i mindre jordar, bland annat Meisnerska jorden, Långåkern och Dalen. Genom området gick en äldre landsväg mot Jordbodalen. Norr om detta område uppfördes en gård runt 1780, kallad Backagården, som senare omvandlades till ett landeri under namnet Eneborg, vilket kom att äga större delen av markerna i området.

### Den första bebyggelsen
I områdets södra del, där rondellen vid Malmöleden nu ligger, var markerna rika på lera, vilket gjorde att konsulerna Nils Persson och Carl Gustaf Stewénius såg möjligheten att använda leran för tegeltillverkning. År 1873 grundade de därför Helsingborgs Ångtegelbruk AB i anknytning till lertaget. Området norr om tegelbruket utgjordes av Långåkerns jordar, som senare köptes upp av konsul Stewénius. Han beslutade att 1894 stycka av tomter på markerna för att ge arbetarna på tegelbruket bostäder nära arbetsplatsen. Stadsingenjör Robert Söderqvist fick i uppdrag att upprätta en plan över området. Denna kom att bestå av en gata, Sturegatan, som löpte från den existerande Gustav Adolfs gata i väster och sedan rakt österut, med 44 tomter längs sin sträckning. Området kom att benämnas Carlsro, efter det första huset som byggdes 1894, och byggdes ut under en längre tid och i jämn takt fram till 1910. 
Vid samma tid som Stewénius påbörjade avstyckningen i Carlsro köpte regementsauditör Nils Ljungman upp landeriet från dåvarande ägaren Aron Siöcrona och började från 1895 stycka upp tomter på dess marker. Tillsammans med ett antal andra intressenter bildade Ljungman år 1901 bolaget Eneborgs AB för att exploatera området. Redan under företagets bildande fick stadsingenjör Claes Corin i uppdrag att upprätta en plan över området. Corins första plan stod klar 1899, men antogs inte av företaget, och ett nytt planförslag framlades 1903. Under tiden fortsatte tomtindelningen utan plan. Den nya planen var en tidstypisk rutnätsplan, dock modifierad för att ta hänsyn till befintliga vägar, bland annat landsvägen, då benämnd Fältarpsvägen, som gjordes om till en huvudgata under namnet Eneborgsavenyn, nu Gasverksgatan.
Eneborgs AB var ett högriskprojekt och man tog ett ansenligt externt lån för att finansiera bygget. Man utnyttjade Jacobssons kontakter inom ett flertal folkrörelser för att värva byggherrar från bland annat arbetar- och nykterhetsrörelserna. Avtal tecknades med Försäkrings AB Skandia, där brandförsäkringarna övervärderades, vilket ökade fastigheternas värde. Detta ledde till omfattande fastighetsspekulation och mellan 1903 och 1907 uppfördes hela 92 fastigheter i stadsdelen. Genom att man höll nere gårdsbebyggelsen, tillsammans med att husen var gediget byggda med lägenheter av jämn standard, höll området relativt hög kvalitet jämfört med Söder. Däremot gjorde de höga fastighetsvärdena att flera av byggherrarna snart hade svårt att betala sina lån och husen återfördes därför i Eneborgs AB:s ägo. Detta gjorde att stadsdelen snart fick dåligt rykte och 1908 avstannade byggnationen helt. Befolkningen i de södra delarna började snart benämna sin del av området Högaborg, efter ett av de äldsta husen i området från 1902, för att skaka av sig Eneborgs AB:s dåliga rykte. I de mer välställda kvarteren vid kyrkogården i norr behöll området dock sitt namn.

### Egnahemsområdet och funktionalistisk bebyggelse

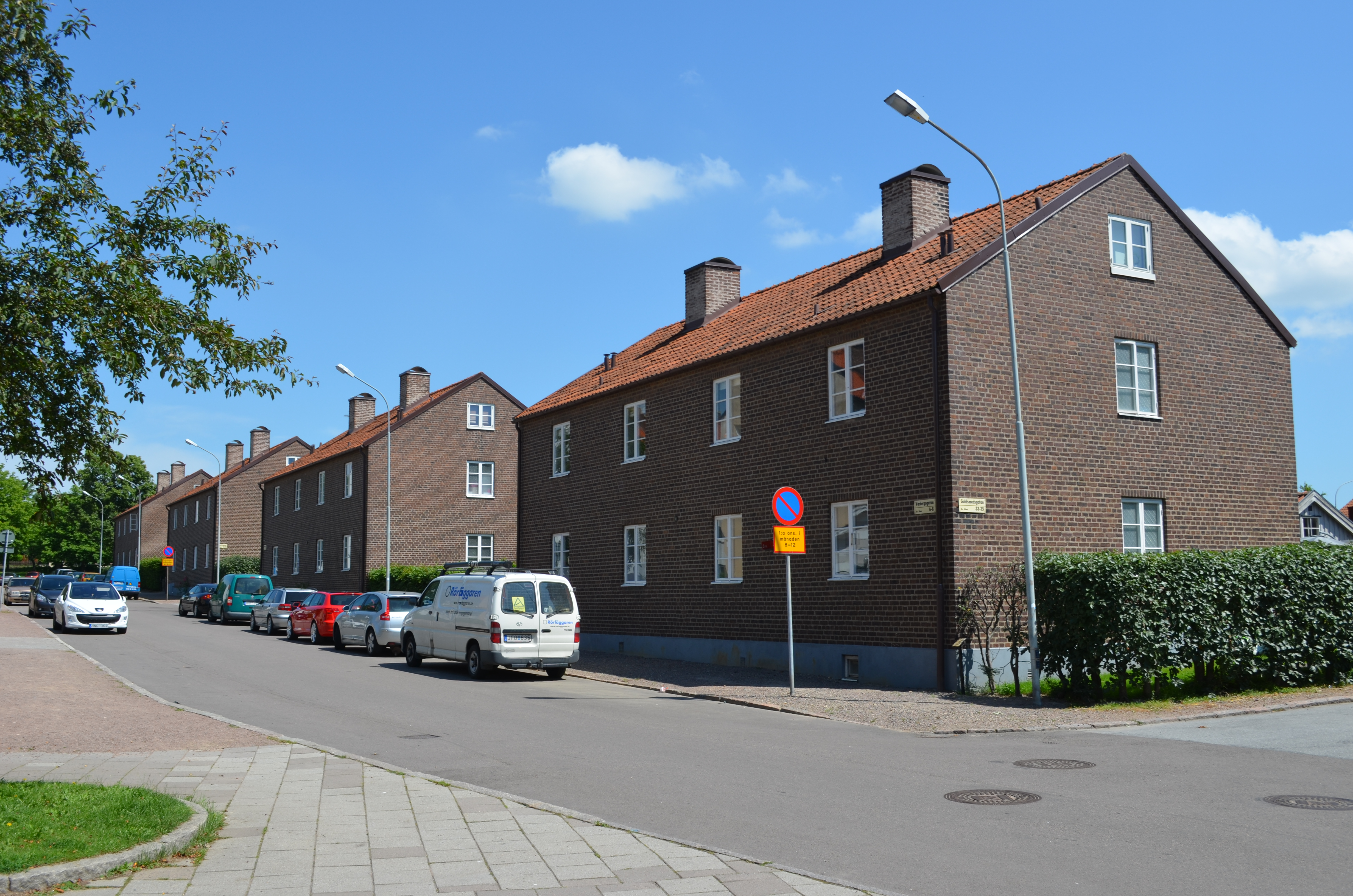
Egnahemshusen längs Varbergsgatan.

Fram till 1906 skedde exploateringen utan kontroll från staden, men detta år slöts ett avtal mellan Helsingborgs stad och Eneborgs AB, vilket gjorde att man från stadens sida kunde stadsplanebelägga området. År 1911 upprättade stadsingenjör Sigfrid Ewald en stadsplan, fastställd 1912, som i stort följde de gamla kvartersindelningarna, då dessa redan var utbyggda. Samtidigt förespråkade Ewald att staden skulle avsätta marker för egnahemsbebyggelse för arbetare och 1907 fick arkitekt Torsten Stubelius i uppdrag att utreda saken. Tillsammans med dåvarande kompanjonen Sigurd Lewerentz presenterade Stubelius år 1914 ett förslag som bland annat omfattade ett område söder om den befintliga bebyggelsen, på marker ägda av staden. Då det visade sig att byggena skulle bli för dyra för arbetarna tog staden över och gav Lewerentz i uppdrag att planera området. Projektet kom endast att delvis utföras genom bebyggelsen i kvarteren kring Varbergsgatan, som uppfördes mellan 1917 och 1918. Söder om detta område styckades villatomter upp i öster och flerbostadshus i kvarteren Anna och Maria i väster. Flerbostadshusen kom att benämnas Mariahusen och blev mycket populära bland barnfamiljer.
Längre norrut fortsatte utbyggnaden av flerbostadshus. I takt med funktionalismens intåg förändrades stadsbyggnadsidealen, vilket ledde till en revidering av stadsplanen år 1932, där de obebyggda kvarteren frångick systemet med slutna kvarter till förmån för mer öppna sådana. Detta gällde till största delen kvarteren öster om Södra Stenbocksgatan. På 1950-talet var området bebyggt hela vägen till Viskängsstråket i öster. Annan bebyggelse i området förekom i form av ifyllnadsbyggen på obebyggda tomter.

### Saneringar
På 1960-talet påbörjades en sanering av de äldre arbetarbostäderna i stadsdelen. Största delen av stadsdelens byggnadsbestånd köptes upp av olika byggnadsbolag, som fick i uppdrag att genomföra antingen rivningar för nybyggnation eller ombyggnader. Inom praktiskt taget hela stadsdelen, förutom egnahemsområdet och det gamla Carlsroområdet i söder, genomfördes under 1970-talet omfattande rivningar, där nästan all äldre bebyggelse ersattes med ny. Södra Stenbocksgatan breddades samtidigt fram till Tranemansgatan, vilket krävde ytterligare rivningar. En viss förändring skedde från 1970-talets slut, då man istället gick över till att restaurera de äldre husen som ett led i ROT-programmet. Efter att Helsingborgs Ångtegelbruk lagts ner 1974 påbörjades en sanering av Carlsroområdet. Tegelbrukets byggnader ersattes med Hotell Horisont, medan delar av bebyggelsen längs Sturegatan ersattes med nya och större flerbostadshus. Däremot kom byggnaderna som rivits vid Gustav Adolfs gata inte att ersättas med nya, då området var reserverat för en eventuell upp- och nedfart till en tilltänkt tunnel mellan Helsingborg och Helsingör. Området bebyggdes dock slutligen på 1990-talet.

## Befolkningsutveckling
| Befolkningsutvecklingen i Högaborg 2000–2020 | Befolkningsutvecklingen i Högaborg 2000–2020 | Befolkningsutvecklingen i Högaborg 2000–2020 | Befolkningsutvecklingen i Högaborg 2000–2020 | Befolkningsutvecklingen i Högaborg 2000–2020 |
| -------------------------------------------- | -------------------------------------------- | -------------------------------------------- | -------------------------------------------- | -------------------------------------------- |
|                                              |                                              |                                              |                                              |                                              |
| År                                           |                                              |                                              | Folkmängd                                    |                                              |
| 2000                                         | 2000                                         |                                              | 3 868                                        |                                              |
| 2001                                         | 2001                                         |                                              | 3 940                                        |                                              |
| 2002                                         | 2002                                         |                                              | 3 930                                        |                                              |
| 2003                                         | 2003                                         |                                              | 3 900                                        |                                              |
| 2004                                         | 2004                                         |                                              | 3 962                                        |                                              |
| 2005                                         | 2005                                         |                                              | 4 017                                        |                                              |
| 2006                                         | 2006                                         |                                              | 4 083                                        |                                              |
| 2007                                         | 2007                                         |                                              | 4 096                                        |                                              |
| 2008                                         | 2008                                         |                                              | 4 112                                        |                                              |
| 2009                                         | 2009                                         |                                              | 4 104                                        |                                              |
| 2010                                         | 2010                                         |                                              | 4 092                                        |                                              |
| 2011                                         | 2011                                         |                                              | 4 061                                        |                                              |
| 2012                                         | 2012                                         |                                              | 4 094                                        |                                              |
| 2013                                         | 2013                                         |                                              | 4 115                                        |                                              |
| 2014                                         | 2014                                         |                                              | 4 221                                        |                                              |
| 2015                                         | 2015                                         |                                              | 4 198                                        |                                              |
| 2016                                         | 2016                                         |                                              | 4 467                                        |                                              |
| 2017                                         | 2017                                         |                                              | 4 531                                        |                                              |
| 2018                                         | 2018                                         |                                              | 4 565                                        |                                              |
| 2019                                         | 2019                                         |                                              | 4 645                                        |                                              |
| 2020                                         | 2020                                         |                                              | 4 558                                        |                                              |

## Demografi

### Befolkningssammansättning
Statistikområdet Högaborg hade 4 558 invånare den 31 december 2020, vilket utgjorde 4,0 % av befolkningen i hela Helsingborgs tätort (här alla statistikområden i Helsingborgs kommuns innerområde, motsvarande Helsingborgs tätort inklusive vissa närliggande småorter). Medelåldern var vid samma tid 37,2 år, vilket var lägre än medelåldern för resterande Helsingborg på 40,7 år. Den avsevärt största andelen invånare i stadsdelen var i åldern 20 till 39 år med över en femtedel som var mellan 20 och 29 år (21.5 %). Efter Eneborg och Olympia var Högaborg den stadsdel i Helsingborg med tredje högst andel av denna åldersgrupp. Nästan alla resterande åldersgrupper var följaktligen underrepresenterade och Högaborg hade den tredje minsta andelen invånare i åldern 70 till 79 år efter Mariastaden och Eneborg.
Andelen personer med utländsk bakgrund, alltså personer som antingen är födda utanför Sverige eller har föräldrar som båda är födda utanför Sverige, var inom statistikområdet 53,1 %, vilket var högre än andelen för övriga Helsingborg med 30,3 %. Av de invånare som var födda utanför Sverige hade Högaborg en något lägre andel personer födda i Norden samt övriga Europa och en högre andel födda utanför Europa än genomsnittet för staden.
| Åldersfördelning (2020) |        |  |  |  |
| Åldersgrupp             | Andel  |  |  |  |
| 0–9                     | 11,5 % |  |  |  |
| 0–9                     | 11,5 % |  |  |  |
| 10–19                   | 9,9 %  |  |  |  |
| 10–19                   | 10,7 % |  |  |  |
| 20–29                   | 21,5 % |  |  |  |
| 20–29                   | 14,7 % |  |  |  |
| 30–39                   | 16,5 % |  |  |  |
| 30–39                   | 14,1 % |  |  |  |
| 40–49                   | 11,6 % |  |  |  |
| 40–49                   | 12,1 % |  |  |  |
| 50–59                   | 11,5 % |  |  |  |
| 50–59                   | 12,5 % |  |  |  |
| 60–69                   | 8,9 %  |  |  |  |
| 60–69                   | 10,3 % |  |  |  |
| 70–79                   | 5,4 %  |  |  |  |
| 70–79                   | 8,8 %  |  |  |  |
| 80–                     | 3,2 %  |  |  |  |
| 80–                     | 5,1 %  |  |  |  |
|                         |        |  |  |  |
|                         |        |  |  |  |
| Medelålder              | 37,2   |  |  |  |
| Medelålder              | 40,7   |  |  |  |

| Utländsk bakgrund (2020)                |        |  |  |  |
|                                         |        |  |  |  |
| Andel                                   | 53,1 % |  |  |  |
| Andel                                   | 30,3 % |  |  |  |
| Födelseland (för födda utanför Sverige) |        |  |  |  |
| Region                                  | Andel  |  |  |  |
| Övriga Norden                           | 4,2 %  |  |  |  |
| Övriga Norden                           | 7,3 %  |  |  |  |
| Övriga Europa                           | 35,8 % |  |  |  |
| Övriga Europa                           | 37,8 % |  |  |  |
| Övriga Världen                          | 60,0 % |  |  |  |
| Övriga Världen                          | 54,8 % |  |  |  |

### Utbildning och inkomst
Befolkningen på Högaborg hade den 31 december 2020 en något lägre utbildningsnivå än Helsingborg som helhet. Andelen invånare mellan 20 och 64 år med endast förgymnasial utbildning låg över genomsnittet för staden och andelen med eftergymnasial utbildning var lägre än genomsnittet. Störst var andelen med 3-årig gymnasial utbildning, med 23,4 %. Medelinkomsten för statistikområdet uppgick 2020 till 302 500 kronor jämfört med 402 800 kronor för Helsingborg som helhet, vilket var den tredje lägsta medelinkomsten av Helsingborgs stadsdelar efter Drottninghög och Planteringen. Kvinnornas medelinkomst uppgick till 87,5 % av männens, vilket var avsevärt mindre skillnad än för hela Helsingborgs tätort där andelen uppgick till ungefär 80 %. Efter Eneborg och Elineberg var Högaborg den stadsdel i Helsingborg som hade tredje minst inkomstskillnad mellan könen.
| Utbildningsnivå (2020) |        |  |  |  |
| Utbildning             | Andel  |  |  |  |
| Förgymnasial           | 20,8 % |  |  |  |
| Förgymnasial           | 13,2 % |  |  |  |
| Gymnasial (≤2 år)      | 18,2 % |  |  |  |
| Gymnasial (≤2 år)      | 16,8 % |  |  |  |
| Gymnasial (3 år)       | 23,4 % |  |  |  |
| Gymnasial (3 år)       | 25,8 % |  |  |  |
| Eftergymn. (<3 år)     | 17,9 % |  |  |  |
| Eftergymn. (<3 år)     | 16,8 % |  |  |  |
| Eftergymn. (≥3 år)     | 15,4 % |  |  |  |
| Eftergymn. (≥3 år)     | 24,4 % |  |  |  |
| Ingen uppgift          | 4,3 %  |  |  |  |
| Ingen uppgift          | 3,0 %  |  |  |  |

| Förvärvsinkomst (2020) |         |  |  |  |
| Kön                    | Inkomst |  |  |  |
| Kvinnor                | 280,5   |  |  |  |
| Kvinnor                | 356,9   |  |  |  |
| Män                    | 320,6   |  |  |  |
| Män                    | 446,6   |  |  |  |
| Samtliga               | 302,5   |  |  |  |
| Samtliga               | 402,8   |  |  |  |

### Sysselsättning och hälsa
Arbetslösheten för personer mellan 20 och 64 år uppgick år 2020 till totalt 18,6 %, vilket är högre än genomsnittet för Helsingborg. Högaborg hade även den tredje högsta arbetslöshetssiffran bland män i staden med 19,6 %, medan arbetslösheten för kvinnor var något lägre på 17,6 %. Den öppna arbetslösheten uppgick 2020 till 8,5 %. Andelen förvärvsarbetande uppgick 2019 till totalt 55,7 %. Av de förvärvsarbetande i stadsdelen pendlade 1 500 personer till arbeten utanför stadsdelen, medan 333 personer pendlade in till arbeten inom stadsdelen från boende utanför Högaborg.
Det genomsnittliga antalet utbetalda dagar med sjukpenning, arbetsskadesjukpenning, rehabiliteringspenning, sjukersättning och aktivitetsersättning från socialförsäkringen för stadsdelen uppgick år 2020 till 30 dagar, vilket är högre än de 23 dagar för Helsingborg som helhet. Ohälsotalet var större för kvinnorna än för männen.
| Arbetslöshet (2020) |        |  |  |  |
| Kön                 | Andel  |  |  |  |
| Kvinnor             | 17,6 % |  |  |  |
| Kvinnor             | 9,8 %  |  |  |  |
| Män                 | 19,6 % |  |  |  |
| Män                 | 10,2 % |  |  |  |
| Samtliga            | 18,6 % |  |  |  |
| Samtliga            | 11,1 % |  |  |  |

| Ohälsotal (2020) |       |  |  |  |
| Kön              | Dagar |  |  |  |
| Kvinnor          | 35    |  |  |  |
| Kvinnor          | 27    |  |  |  |
| Män              | 26    |  |  |  |
| Män              | 19    |  |  |  |
| Samtliga         | 30    |  |  |  |
| Samtliga         | 23    |  |  |  |